# Пелед, Натан
Натан Пелед (Фридель; 3 июня 1913, Одесса — 8 января 1992) — израильский политический деятель, министр абсорбции Израиля (с 27 июля 1970).

## Биография
Родился в Одессе в семье Иосифа Фриделя и Леи Гавуриной; с 1921 года учился в еврейской школе в Кишинёве. Участник движения «Хашомер Хацаир», был назначен секретарём главы движения в Румынии. Также был секретарем Центрального комитета движения «Хехалуц».
В 1933 году Натан Пелед совершил алию в Эрец-Исраэль. Участник Кевуцат Мелет в городе Нес-Циона, член местного рабочего совета. В 1934 году он приезжает в кибуц Сарид в Галилее и в 1936 становится членом комитета кибуца Арци, основанного членами движения Хашомер Хацаир, работая в секретариате комитета до 1939 года.
В 1939-44 гг. — секретарь комитета безопасности профсоюза Гистадрут. В 1946-48 гг. — уполномоченный представитель движения Хашомер Хацаир и Гистадрута в США. После возвращения в Израиль, работает секретарем движения Хашомер Хацаир в кибуце Арци с 1950 по 1955 год. В 1956 году назначен политическим секретарем партии Мапам. С 1958 года — на дипломатической работе, посланник Израиля в Болгарии. В 1960-63 гг. — посол Государства Израиль в Австрии.
В 1965 году избран в Кнессет по списку партии Мапам. Министр абсорбции Израиля с июля 1970 года. С 1975 по 1980 год руководил кибуцем Арци в должности секретаря.